# ヨハネス・アビール
ヨハネス・アビール (Johannes Abeel、1667年3月23日 - 1711年1月28日) はオールバニ (ニューヨーク州) の商人、公務員、政治家。第2代オールバニ市長を務めた。

## 略歴
裕福な商人、地主の息子として生まれた。13歳で父親を亡くし、オールバニやニューヨークで貿易商や証人として成功し、Western New Yorkのインディアン部族との関係を確立、転売のための毛皮を獲得した。毛皮をロンドンに輸出し、ラム酒、米、呉服やその他の品を輸入した。一部はオールバニやアップステート・ニューヨークに駐屯するイギリス陸軍向けであったが、ほとんどは転売され、利益を得た。
利益の一部は1705 Westenhook Patentを含む土地の購入、再販、開発に使用された。

## 公職人生
1688年にThird WardのAssistant Alderman、1691年から1693年と1700年にAldermanを務めた。 1694年から1695年と1709年から1710年にはオールバニ市長を務めた。
1695年、1701年、1702年にニューヨーク州下院議員を務めた。1702年にオールバニ郡裁判所裁判官と記録官 (助役 )、1705年、 衡平法裁判所裁判長に任命された。

## 死去と墓地
オールバニで死去し、当初は繁華街の墓地Beaver Streetの第二アメリカ・オランダ改革派教会墓地に埋葬され、1830年代に遺体はオールバニ田園墓地に移された。新聞記事によると、第二教会の職員が墓石を発見し、そこには"Here lies the body of John Abeel who departed this life ye 28 day of Jan'y. 1711, and in the 44 year of his age." と刻まれていた。その後墓石がどこにいったかは不明である。

## 家族
1694年、キャサリン・スカイラーと結婚し、五人の子供がいた。息子の一人クリストッフェル (1696年生)の子もヨハネス・アビール(1722–1794)である。ヨハネスはインディアンと共に暮らし、その息子もヨハネス・アビールでトウモロコシ栽培者として知られる。

娘のカタリナ(1698年10月生)の息子、デイヴィッド・マシューズ (ニューヨーク市長)は、イギリスからのアメリカ合衆国の独立の際、ニューヨーク市長を務めていた。